# Cosmetirella davisi
Cosmetirella davisi är en nässeldjursart som först beskrevs av Browne 1902.  Cosmetirella davisi ingår i släktet Cosmetirella och familjen Mitrocomidae.
Artens utbredningsområde är Södra Ishavet. Inga underarter finns listade i Catalogue of Life.